# Plymouth, Maine
Plymouth är en kommun i Penobscot County i delstaten Maine, USA.